# 广东工程职业技术学院
广东工程职业技术学院，简称广东工程职院，位于广东省广州市，是经广东省人民政府批准、教育部备案设立的全日制公办普通高等院校，学校代码:13930。